# Trouble délirant
Pour l’article homonyme, voir Délire.
 Mise en garde médicale
Le trouble délirant est un terme diagnostique dénotant un trouble mental psychotique  caractérisé par un ou plusieurs délires le plus souvent non bizarres, en l'absence d'autres psychopathologies significatives. Un délire non bizarre est basé sur de fausses idées mais peut paraître plausible, par exemple un individu affirmant être sous surveillance policière. Parfois le délire est bizarre, par exemple la personne est persuadée qu'on lui a retiré tous ses organes internes.

## Symptômes
Les symptômes suivants peuvent indiquer un trouble délirant : 
1. Le patient exprime une idée ou une situation de manière inhabituellement forte et persistante.
2. Cette idée semble influencer la vie du patient et entrainer des changements inexplicables dans son mode de vie.
3. Malgré sa profonde conviction, il existe une sorte de suspicion lorsque l'individu est questionné et ce dernier se montre discret et secret.
4. L'individu manque de sens de l'humour, voire se montre susceptible et colérique lorsqu'il aborde ce sujet de conversation.
5. Ne pas reconnaître la légitimité du discours du patient peut amener à une forte réaction émotionnelle, souvent avec agressivité et hostilité.
6. La conviction du patient apparait peu crédible à l'examen et ne peut être expliquée par les croyances partagées par son milieu social, culturel et religieux, même si on peut parfois y retrouver certains éléments.
7. Le patient est très investi dans son délire, lequel envahit tous les éléments de son esprit.
8. Le délire influence les actes du malade, débouchant sur des comportements bizarres et inhabituels, qui ne sont compréhensibles que si l'on tient compte du contexte délirant ou des faits avérés qui ont conduit aux comportements.
9. Des individus connaissant le patient affirment que celui-ci agit d'une manière inhabituelle, voire bizarre.

En France, on utilise communément le terme de « paranoïa », quoique ces troubles sont appelés troubles délirants dans la dénomination internationale.[réf. nécessaire]

## Types
Le diagnostic d'un type spécifique de trouble délirant peut quelquefois être basé sur le type de délire. Le Manuel diagnostique et statistique des troubles mentaux (DSM) énumère six types :
- Type érotomaniaque (érotomanie) : le thème est qu'une personne, habituellement d'un niveau plus élevé, est amoureuse du sujet[2].
- Type mégalomaniaque : le thème est une idée exagérée de sa propre valeur, de son pouvoir, de ses connaissances, de son identité ou d'une relation exceptionnelle avec une divinité ou une personnalité[2].
- Jalousie : l'individu pense que son partenaire sexuel lui est infidèle[2].
- Persécution : ce type de délire est le plus courant. Il inclut le fait qu'un individu (ou quelqu'un de son entourage) le persécute. Le patient peut croire qu'il a été drogué, espionné, humilié (etc.) et peut demander « réparation » en faisant appel aux forces policières, recourir à des actions judiciaires, ou agir violemment[2] ce qui n'exclut pas que l'atteinte à l'honneur peut être objectivable.
- Type somatique : l'individu pense être atteint d'une imperfection physique ou d'une affection médicale générale. Il peut être difficile de distinguer ce type de trouble délirant avec l'hypocondrie et d'une dysmorphobie corporelle. Ce qui les distingue est l'intensité de la croyance. Dans le trouble délirant, l'individu ne peut admettre la possibilité que la maladie redoutée ne soit pas présente ou qu'elle a une vision faussée de son aspect physique (Lippincott, 2008)[3],[2].
- Mixte et non spécifié : lorsqu'aucun thème délirant ne prédomine et lorsque le thème ne peut être clairement identifié ou ne correspond à aucun des types spécifiés[2].

## Diagnostic
Les symptômes montrés par les troubles délirants peuvent être le résultat de plusieurs difficultés psychologiques, telles que le trouble bipolaire ou la schizophrénie. Ils peuvent survenir lorsque les délires font partie d'autres maladies incluant la démence, schizophrénie et schizophrénie dysthymique. Ils peuvent également être le résultat d'autres conditions physiques, médicales ou lorsqu'une drogue ou un médicament est ingéré.
Poser des questions pour obtenir des informations sur la situation de vie du patient et sur son passé peut aider à identifier les troubles délirants. Les cliniciens, avec la permission de leur patient, peuvent consulter leur dossier médical. Les cliniciens peuvent également poser des questions à la famille du patient. C'est une mesure utile pour déterminer les délires du patient. L'examen mental se porte sur la mémoire, la concentration et la compréhension du patient lors de situations journalières.

## Traitements
Le traitement des troubles délirants inclut à la fois la pharmacothérapie et la psychothérapie bien que ces troubles soient difficile à traiter pour plusieurs raisons de natures psychologiques.
Les antipsychotiques atypiques sont utilisés en guise de traitement contre les troubles délirants, mais également contre les troubles schizophrènes. Certains exemples de ces médicaments incluent risperidone (Risperdal), quetiapine (Xeroquel) et olanzapine (Zyprexa). Ces médicaments agissent en bloquant les récepteurs dopaminergiques postsynaptiques et réduit les troubles psychotiques comme les hallucinations et les délires. Elle réduit également l'anxiété et autres troubles liés. Lorsque ces médicaments sont utilisés mais n'améliore pas la santé mentale du patient, d'autres types d'antipsychotiques peuvent être prescrits. Ces exemples incluent décanoate de fluphénazine et énanthate de fluphénazine. Un médicament efficace contre les troubles délirants est le pimozide.
Dans certains cas, une forte agitation peut survenir en réponse à une intense confrontation avec les délires. Si cette agitation survient, de différents antipsychotiques peuvent être administré. Une injection d'halopéridol (Haldol) peut réduire l'anxiété et ralentir le comportement, et est souvent mélangé à d'autres substances comme le lorazépam (Ativan).
Si des patients sévèrement atteints ne répondent pas à ces traitements, la clozapine peut être prescrite bien qu'elle puisse causer des somnolences, une sédation, une très forte salivation, une tachycardie et l'agranulocytose.